# Katarína Kužmová
Katarína Kužmová (* 7. August 2001) ist eine slowakische Tennisspielerin.

## Karriere
Kužmová hat mit fünf Jahren mit dem Tennisspielen angefangen. Sie bevorzugt Sandplätze und spielt überwiegend auf Turnieren der ITF Women’s World Tennis Tour, bei denen sie bereits elf Einzel- und 17 Doppeltitel gewonnen hat.

## Turniersiege

### Einzel
| Nr. | Datum              | Turnier             | Kategorie | Belag     | Finalgegnerin          | Ergebnis       |
| --- | ------------------ | ------------------- | --------- | --------- | ---------------------- | -------------- |
| 1.  | 14. November 2021  | Solarino            | ITF W15   | Teppich   | Petra Csabi            | 6:1, 6:1       |
| 2.  | 12. März 2023      | Scharm asch-Schaich | ITF W15   | Hartplatz | Emilie Lindh Gallagher | 6:3, 6:4       |
| 3.  | 19. März 2023      | Scharm asch-Schaich | ITF W15   | Hartplatz | Wu Ho-ching            | 6:2, 7:60      |
| 4.  | 21. Mai 2023       | Monastir            | ITF W15   | Hartplatz | Hiroko Kuwata          | 3:6, 7:64, 6:3 |
| 5.  | 15. Oktober 2023   | Scharm asch-Schaich | ITF W15   | Hartplatz | Elena-Teodora Cadar    | 6:2, 6:0       |
| 6.  | 18. Februar 2024   | Scharm asch-Schaich | ITF W15   | Hartplatz | Adithya Karunaratne    | 6:3, 6:1       |
| 7.  | 25. Februar 2024   | Scharm asch-Schaich | ITF W15   | Hartplatz | Sandra Samir           | 4:6, 7:5, 6:4  |
| 8.  | 29. September 2024 | Trnava              | ITF W15   | Hartplatz | Radka Zelníčková       | 6:4, 3:6, 6:3  |
| 9.  | 3. November 2024   | Scharm asch-Schaich | ITF W15   | Hartplatz | Lee Eun-hye            | 0:6, 6:4, 6:4  |
| 10. | 9. Februar 2025    | Scharm asch-Schaich | ITF W15   | Hartplatz | Carolyn Ansari         | 63:7, 6:3, 6:4 |
| 11. | 6. Juli 2025       | Kayseri             | ITF W15   | Hartplatz | Esther Adeshina        | 6:4, 6:1       |

### Doppel
| Nr. | Datum              | Turnier             | Kategorie | Belag     | Partnerin                  | Finalgegnerinnen                         | Ergebnis          |
| --- | ------------------ | ------------------- | --------- | --------- | -------------------------- | ---------------------------------------- | ----------------- |
| 1.  | 17. August 2019    | Tabarka             | ITF W15   | Sand      | Elena Milovanović          | Beatrice Lombardo Sandra Samir           | 3:6, 6:3, [10:7]  |
| 2.  | 18. September 2021 | Sozopol             | ITF W15   | Hartplatz | Jekaterina Reingold        | Katerina Dimitrowa Vanessa Popa Teiușanu | 6:1, 6:4          |
| 3.  | 11. Juni 2022      | Banja Luka          | ITF W15   | Sand      | Nina Radovanovic           | Laura Böhner Giorgia Pinto               | 6:4, 6:2          |
| 4.  | 4. Februar 2023    | Scharm asch-Schaich | ITF W15   | Hartplatz | Darja Schauha              | Sabina Dadaciu Anca Todoni               | 6:3, 6:75, [10:3] |
| 5.  | 19. März 2023      | Scharm asch-Schaich | ITF W15   | Hartplatz | Polina Jazenko             | Pauline Courcoux Camille Moga            | 6:4, 6:0          |
| 6.  | 22. April 2023     | Kuršumlija          | ITF W15   | Sand      | Xenija Laskutowa           | Leonie Küng Bojana Marinković            | 7:5, 6:3          |
| 7.  | 8. Juli 2023       | Monastir            | ITF W15   | Hartplatz | Salma Drugdová             | Aglaya Fedorova Jelisaweta Schebekina    | kampflos          |
| 8.  | 9. Dezember 2023   | Scharm asch-Schaich | ITF W15   | Hartplatz | Karola Patricia Bejenaru   | Marija Tkatschowa Darja Selinskaja       | 6:3, 7:65         |
| 9.  | 27. Januar 2024    | Monastir            | ITF W35   | Hartplatz | Nina Vargová               | Madeleine Brooks Katy Dunne              | 6:4, 6:3          |
| 10. | 15. Juni 2024      | Monastir            | ITF W15   | Hartplatz | Marija Tkatschowa          | Patricija Paukštytė Merna Refaat         | 6:1, 6:1          |
| 11. | 28. September 2024 | Trnava              | ITF W15   | Hartplatz | Nina Vargová               | Ivana Šebestová Radka Zelníčková         | 7:5, 4:6, [10:6]  |
| 12. | 9. November 2024   | Solarino            | ITF W35   | Teppich   | Valentini Grammatikopoulou | Xenija Laskutowa Federica Urgesi         | 6:3, 6:3          |
| 13. | 7. Dezember 2024   | Scharm asch-Schaich | ITF W35   | Hartplatz | Polina Jazenko             | Kamilla Bartone Andreea Prisăcariu       | 6:4, 6:4          |
| 14. | 14. Dezember 2024  | Scharm asch-Schaich | ITF W35   | Hartplatz | Martyna Kubka              | Warwara Panschina Darja Selinskaja       | 6:2, 7:62         |
| 15. | 15. März 2025      | Solarino            | ITF W35   | Teppich   | Viktória Hrunčáková        | Sofia Costoulas Katharina Hobgarski      | 6:74, 6:4, [10:5] |
| 16. | 19. April 2025     | Scharm asch-Schaich | ITF W35   | Hartplatz | Marija Tkatschowa          | Aljona Falej Polina Jazenko              | 6:4, 6:3          |
| 17. | 24. Mai 2025       | Bol                 | ITF W35   | Sand      | Stéphanie Visscher         | Ana Candiotto Darja Lodikowa             | 6:4, 1:6, [11:9]  |